# First Air

La rete dei collegamenti a fine anni '70.

Bradley Air Services Limited, operante come First Air, era una compagnia aerea regionale canadese con sede a Kanata mentre i suoi hub principali erano l'aeroporto di Yellowknife, l'aeroporto di Iqaluit e l'aeroporto di Rankin Inlet.

## Storia
L'azienda fu fondata nel 1946 da Russel Bradley come una semplice scuola di volo. Nel 1951 mutava nome in Bradley Air Services ma solo nel 1954 iniziavano vere e proprie attività di compagnia aerea con tanto di rilascio di tutte le licenze e autorizzazioni dovute. Seguirono quasi venti anni di attività charter con una flotta che progressivamente ingrandiva numericamente e per capacità di trasporto, nonché autonomia e possibilità di operare nelle aree più impegnative del Canada. Nel 1973, finalmente, iniziavano i collegamenti di linea tra Ottawa e North Bay.
Dal 1978 la società adottò il nome First Air, diventato poi la ragione sociale nel settembre 1990. La società partecipò anche al programma "norOntair" creato dal governo regionale dell'Ontario per servire le zone più disagiate del territorio.
Nel 1995 acquistava Ptarmigan Airways, poi assorbita integralmente, mentre nel 1997 Northwest Territorial Airways. Ptarmigan Airways operava velivoli del tipo Beechcraft King Air, de Havilland Canada DHC-2 Beaver, de Havilland Canada DHC-6 Twin Otter, Grumman Gulfstream e Cessna Citation mentre Northwest Territorial, assorbita integralmente il 24 giugno 1998, operava Boeing 727-100, Boeing 737-200, Lockheed L-188 Electra, Lockheed L-100 Hercules e Douglas DC-3.
Nel 1990 First Air è stata acquistata dalla Makivik Corporation mentre in precedenza era di proprietà della comunità indigena Inuit del Québec. Nel 2009 entrava in flotta un Boeing 767-200F. L'11 aprile 2014, Makivik Corporation e Norterra (entrambi proprietari di Canadian North) hanno annunciato di essere in trattative per unire le due società aeree. Nel 2015 First Air annunciava accordi commerciali con Cargojet Airways e Summit Air. Il 28 settembre 2018, Makivik Corporation e Inuvialuit Corporate Group hanno firmato un accordo definitivo per fondere Canadian North e First Air. Il 1º novembre 2019 le due entità hanno completato la fusione combinando i programmi in uno unico. Nel maggio 2021 si è concluso il processo di integrazione: Canadian North ha inserito tutti gli aerei sotto il proprio nome, ponendo così fine a First Air.

## Flotta

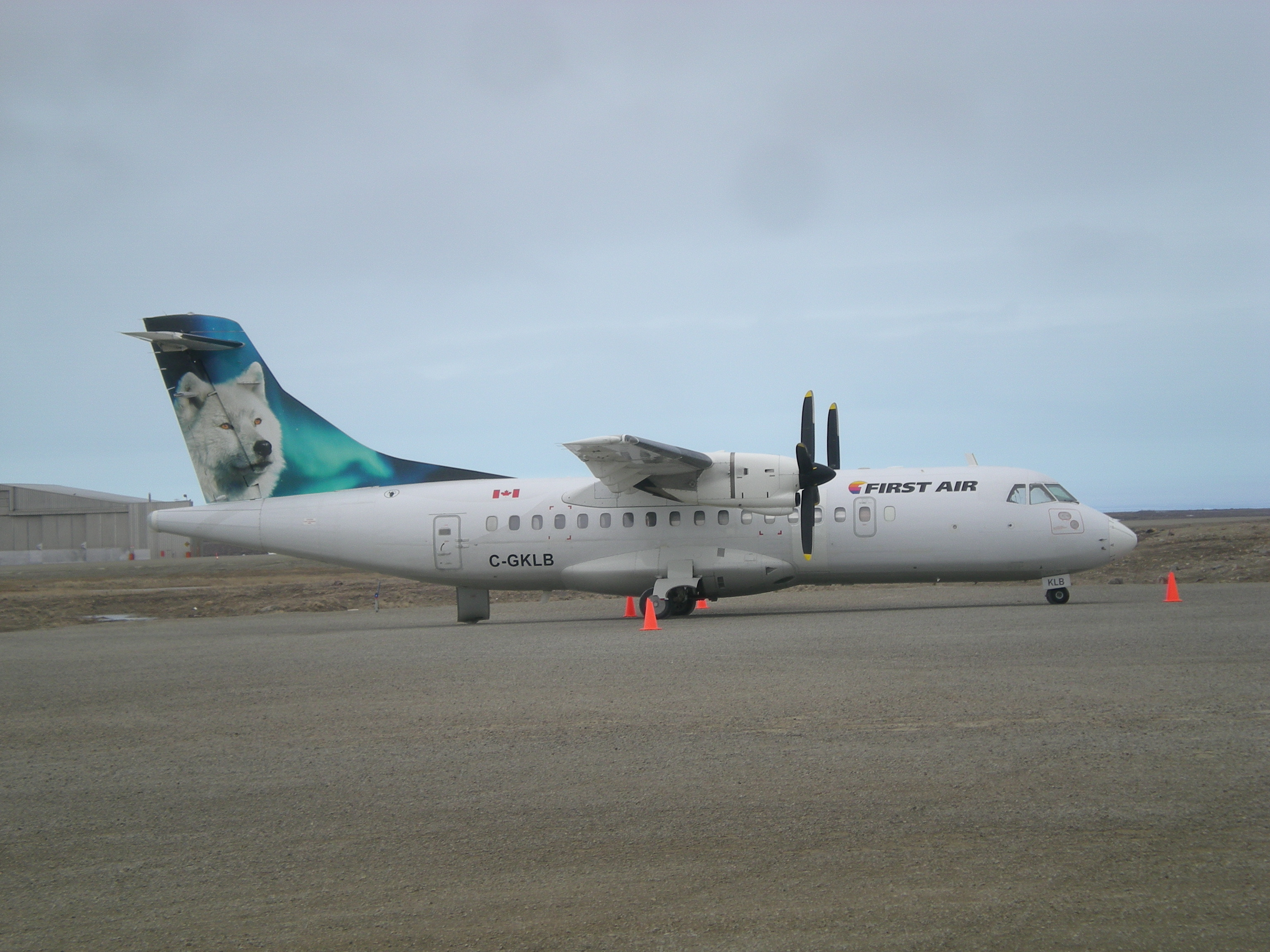
Un ATR 42 di First Air.

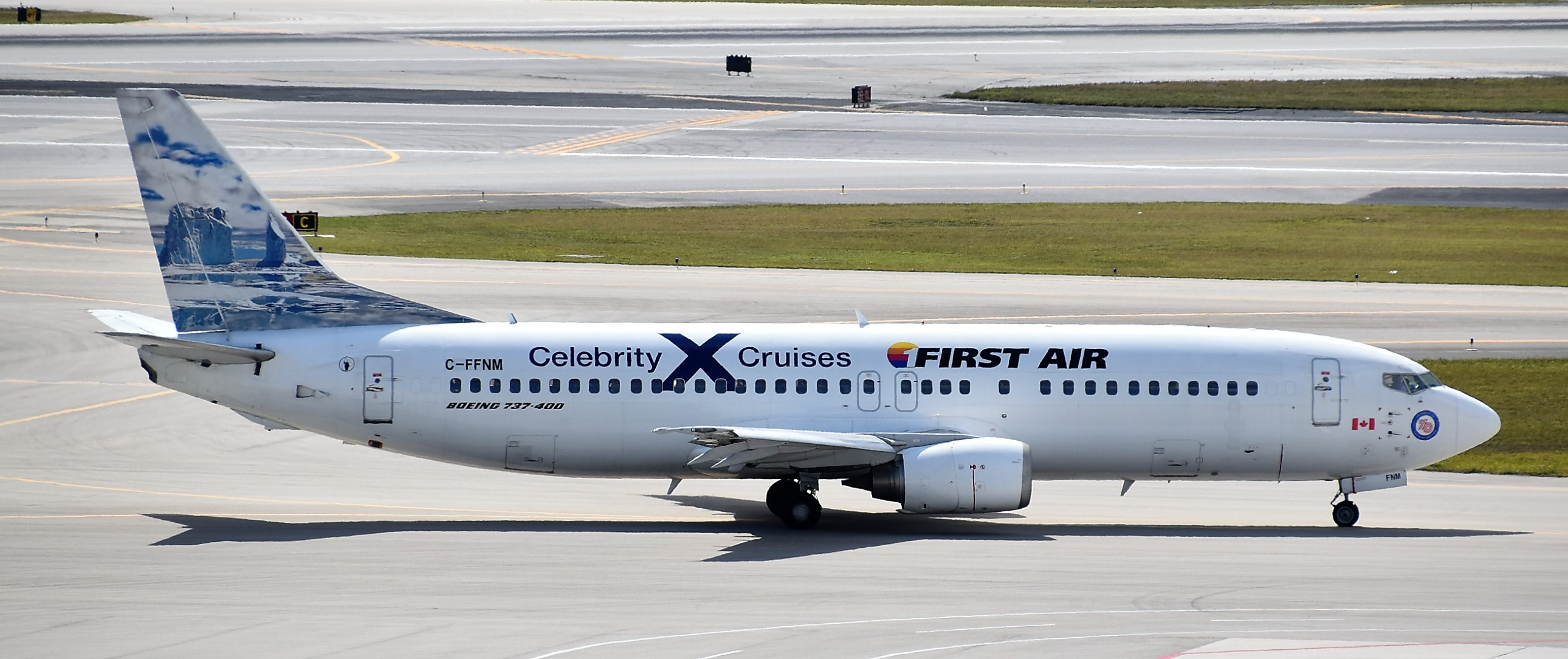
Un Boeing 737-400 di First Air.

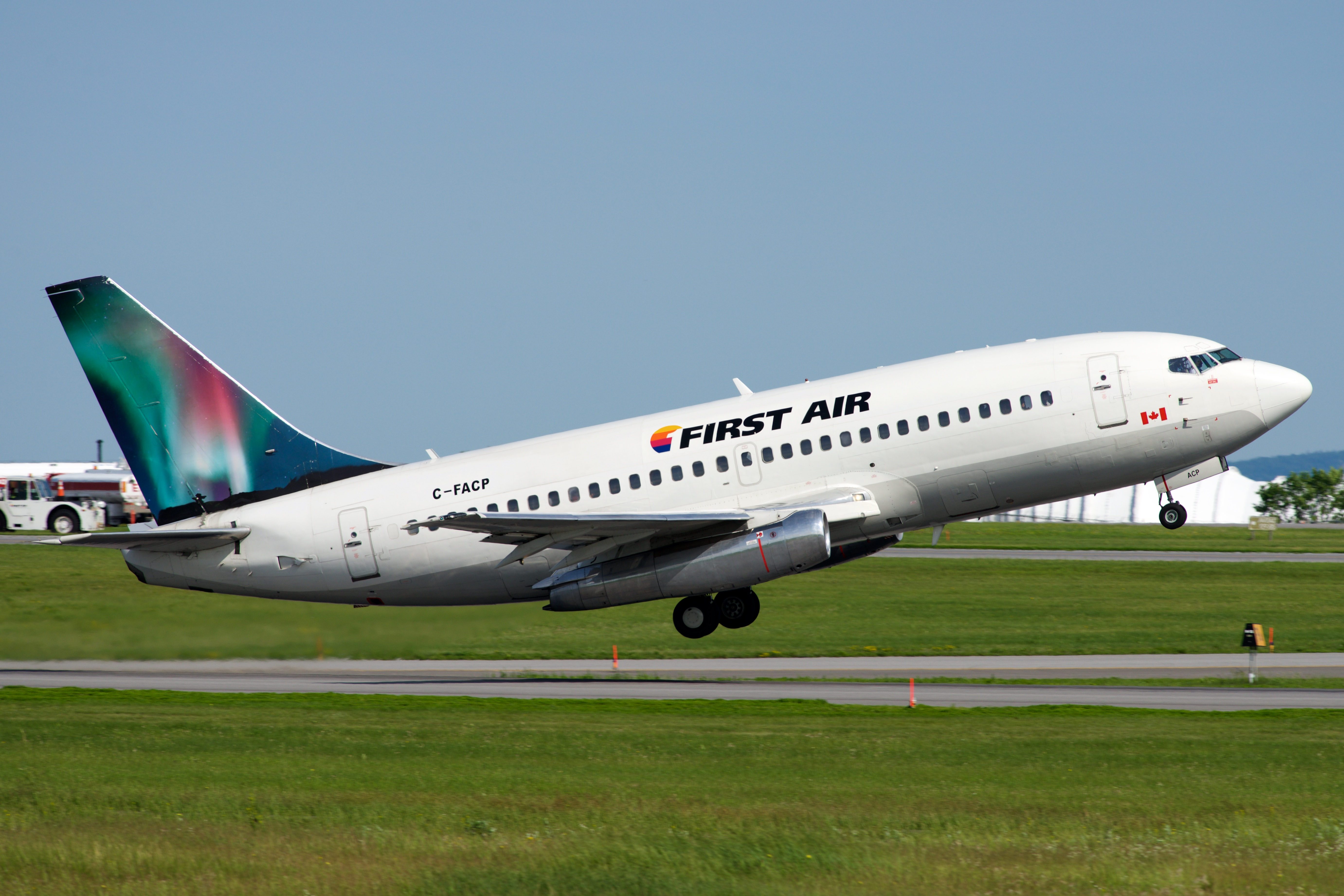
Un Boeing 737-200 di First Air.

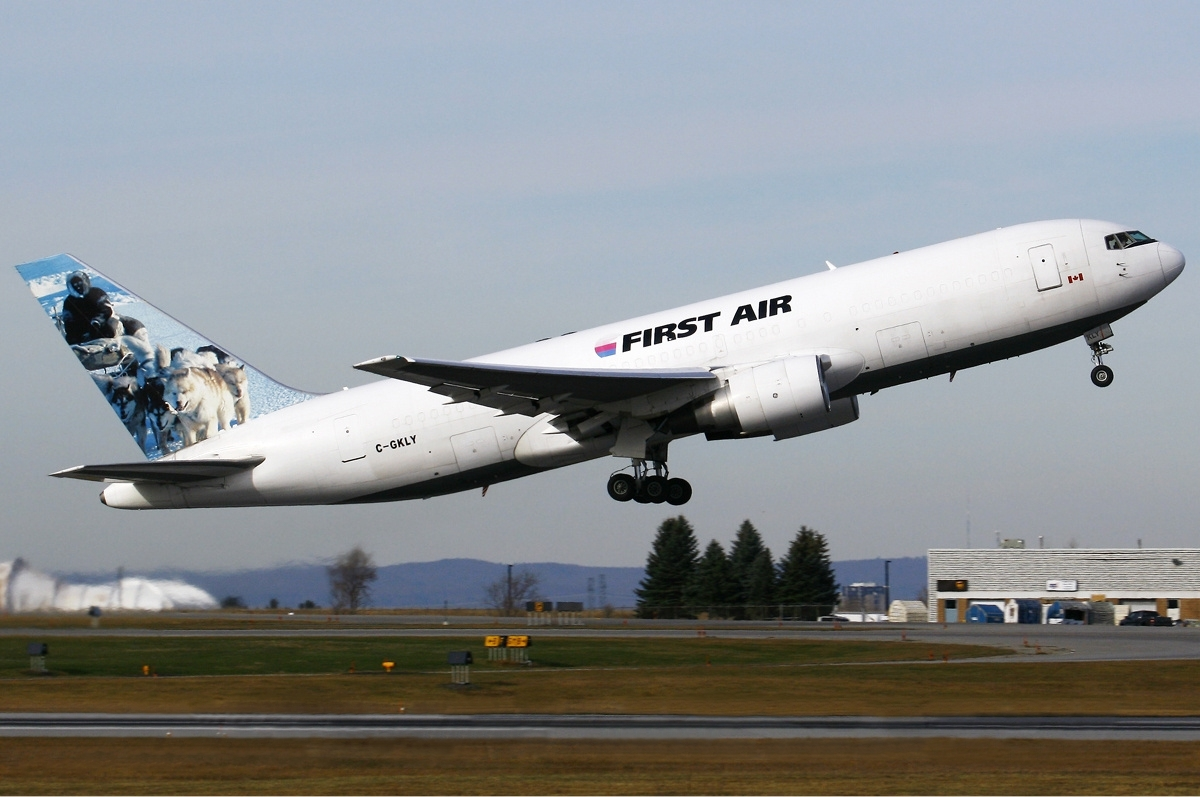
Un Boeing 767-200F di First Air.

Nel corso degli anni First Air ha operato con i seguenti modelli di aeromobili:
- ATR 42
- Boeing 727-100 (combi)
- Boeing 727-200 (combi e cargo)
- Boeing 737-200 (combi e cargo)
- Boeing 737-400
- Boeing 767-200 (cargo)
- de Havilland Canada DHC-6 Twin Otter
- Douglas DC-3
- Hawker Siddeley HS 748 (combi)
- Lockheed L-100 Hercules (cargo)
- ATR 72-202 (combi)

## Flotta storica (Bradley Air Services)
Nel corso degli anni di attività Bradley Air Services ha utilizzato i seguenti tipi di velivoli:
- British Aerospace 748
- Beechcraft 99
- Boeing 727
- Cessna 180
- De Havilland Canada DHC 2 "Beaver"
- De Havilland canada DHC 3 "Otter"
- De Havilland canada DHC 6 "Twin Otter"
- Douglas DC 3
- Embraer EMB-110 "Bandeirante"

## Incidenti
- Il 28 gennaio 1974, un Douglas C-47 Dakota, un de Havilland Canada DHC-6 Twin Otter e un de Havilland Canada DHC-6 Twin Otter di Bradley Air Services, sono stati distrutti in un incendio in un hangar all'Aeroporto di Carp[9]
- Il 23 agosto 1978, un de Havilland Canada DHC-6 Twin Otter di Bradley Air Services, mentre stava atterrando all'Aeroporto di Frobisher Bay si è schiantato dopo aver colpito un'antenna.[10]
- Il 29 agosto 1979, un de Havilland Canada DHC-6 Twin Otter di Bradley Air Services, mentre stava atterrando all'Aeroporto di Frobisher Bay si è schiantato dopo aver colpito un'antenna.[11]
- Il 15 marzo 1981, un de Havilland Canada DHC-6 Twin Otter di Bradley Air Services, è affondato nel ghiaccio polare in Groenlandia.[12]
- Il 15 settembre 1988, un Hawker Siddeley HS 748 di Bradley Air Services, è stato distrutto in un incidente vicino ad Hammond.[13]
- Il 12 gennaio 1989, un Hawker Siddeley HS 748 di Bradley Air Services, è stato distrutto in un incidente vicino a Dayton[14]
- Il 12 agosto 1996, un de Havilland Canada DHC-6 Twin Otter, di First Air è stato distrutto vicino a Markham Bay.[15]
- Il 3 dicembre 1998, un Hawker Siddeley HS 748, di First Air è stato danneggiato mentre tentava il decollo dall' Aeroporto d'Iqaluit.[16]
- Il 22 maggio 2001, un Boeing 737-200, di First Air è stato danneggiato dopo essere atterrato all'Aeroporto di Yellowknife[17]
- Il 25 febbraio 2004, un Boeing 737-200, di First Air è uscito di pista mentre atterrava all'Aeroporto di Edmonton[18]
- Il 20 agosto 2011, un Boeing 737-200 operante il volo First Air 6560, si è schiantato mentre era in fase di atterraggio vicino a Resolute. Degli 11 passeggeri e 4 membri dell'equipaggio solo tre passeggeri sono rimasti illesi mentre l'aeromobile è stato ritirato dal servizio.[19]